# Oblast de Tcherkassy
L’oblast de Tcherkassy, en ukrainien : Черкаська область, Tcherkas’ka oblast’, est une subdivision administrative de l'Ukraine. Son chef-lieu est la ville de Tcherkassy. Il compte 1,1 million d'habitants en 2022.

## Géographie
L'oblast de Tcherkassy se trouve au centre de l'Ukraine et couvre une superficie de 20 900 km2 et accueille le parc national de Kholodny Yar. Il est limité au nord par l'oblast de Kiev, à l'est par l'oblast de Poltava, au sud par l'oblast de Kirovohrad et à l'ouest par l'oblast de Vinnytsia.

## Histoire

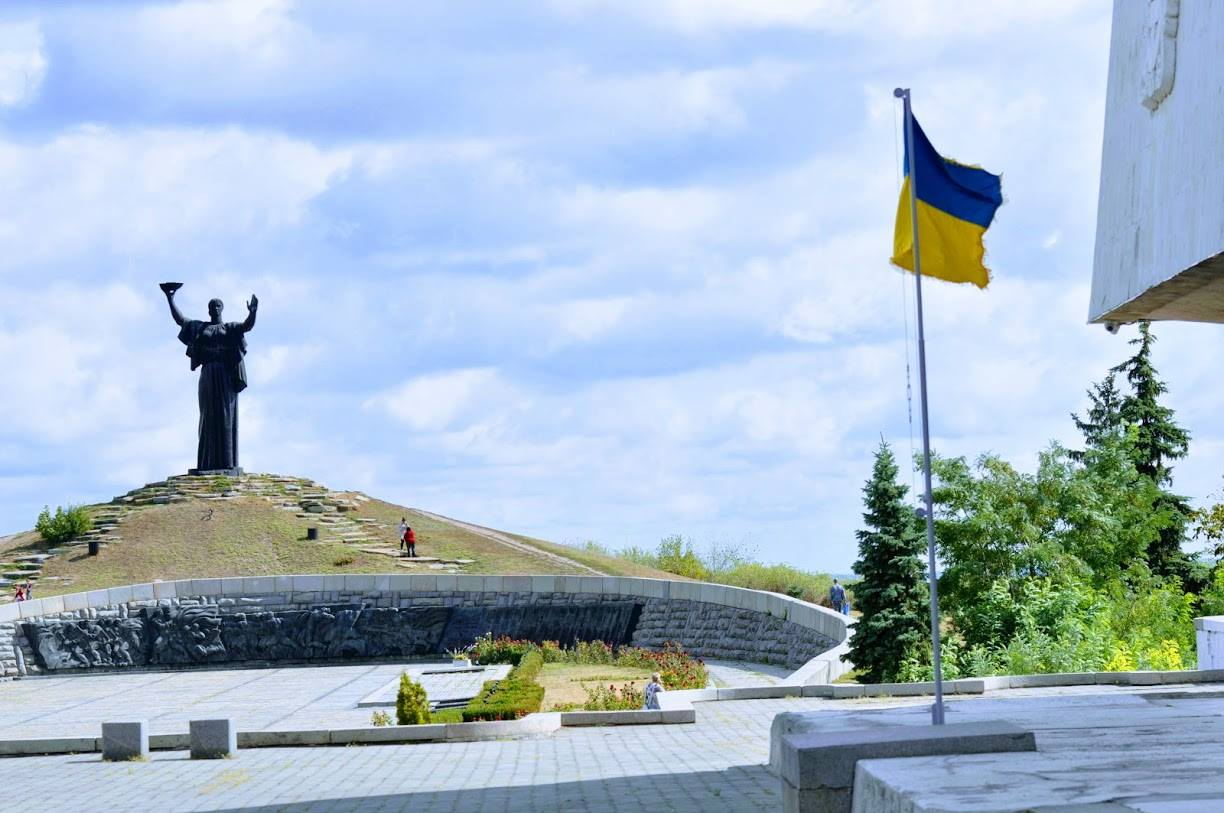
Colline de la Gloire dans la ville de Tcherkassy

L'oblast de Tcherkassy fut créée le 7 janvier 1954 au sein de la république socialiste soviétique d'Ukraine. Aux raïons de Tcherkassy, Ouman et Smila, furent adjoints des raïons détachés des oblasts de Vinnytsia, Kiev, Kirovohrad et Poltava.

## Population

### Démographie
Recensements (*) ou estimations de la population :
| 1959*     | 1970*     | 1979*     | 1989*     |
| --------- | --------- | --------- | --------- |
| 1 470 214 | 1 534 993 | 1 547 197 | 1 531 527 |

| 2001*     | 2011      | 2012      | 2013      |
| --------- | --------- | --------- | --------- |
| 1 402 969 | 1 285 384 | 1 277 303 | 1 268 888 |

| 2015      | 2021      | 2022      | - |
| --------- | --------- | --------- | - |
| 1 251 816 | 1 178 266 | 1 159 200 | - |

| Année | Population | Naissances annuelles | Décès annuels | Solde naturel annuel | Taux de natalité (‰) | Taux de mortalité (‰) | Solde naturel (‰) | Indice de fécondité |
| ----- | ---------- | -------------------- | ------------- | -------------------- | -------------------- | --------------------- | ----------------- | ------------------- |
| 1990  | 1 531 600  | 18 861               | 22 029        | -3 168               | 12,3                 | 14,4                  | -2,1              | 1,96                |
| 1991  | 1 530 900  | 18 407               | 23 443        | -5 036               | 12,0                 | 15,3                  | -3,3              | 1,89                |
| 1992  | 1 531 800  | 17 473               | 23 831        | -6 358               | 11,4                 | 15,5                  | -4,1              | 1,77                |
| 1993  | 1 536 200  | 16 432               | 25 893        | -9 641               | 10,7                 | 16,9                  | -6,2              | 1,65                |
| 1994  | 1 530 000  | 15 259               | 25 495        | -10 236              | 10,0                 | 16,7                  | -6,4              | 1,54                |
| 1995  | 1 517 600  | 14 474               | 25 774        | -11 300              | 9,6                  | 17,1                  | -7,5              | 1,47                |
| 1996  | 1 501 300  | 13 912               | 25 797        | -11 885              | 9,3                  | 17,3                  | -8,0              | 1,43                |
| 1997  | 1 484 600  | 13 277               | 25 250        | -11 973              | 9,0                  | 17,1                  | -8,1              | 1,38                |
| 1998  | 1 470 400  | 12 150               | 24 289        | -12 139              | 8,3                  | 16,6                  | -8,3              | 1,28                |
| 1999  | 1 453 700  | 11 270               | 24 056        | -12 786              | 7,8                  | 16,6                  | -8,8              | 1,19                |
| 2000  | 1 438 000  | 10 668               | 24 786        | -14 118              | 7,5                  | 17,4                  | -9,9              | 1,14                |
| 2001  | 1 418 800  | 10 175               | 24 265        | -14 090              | 7,2                  | 17,2                  | -10,0             | 1,09                |
| 2002  | 1 402 969  | 10 342               | 24 756        | -14 234              | 7,4                  | 17,6                  | -10,2             | 1,08                |
| 2003  | 1 386 592  | 10 579               | 24 134        | -13 735              | 7,7                  | 15,6                  | -8,1              | 1,13                |
| 2004  | 1 372 451  | 10 523               | 24 701        | -14 178              | 7,7                  | 18,1                  | -10,4             | 1,14                |
| 2005  | 1 357 135  | 10 428               | 25 090        | -14 662              | 7,7                  | 18,6                  | -10,9             | 1,12                |
| 2006  | 1 341 464  | 11 526               | 24 029        | -12 503              | 8,6                  | 18,0                  | -9,4              | 1,18                |
| 2007  | 1 328 036  | 11 801               | 24 060        | -12 259              | 8,9                  | 18,2                  | -9,3              | 1,25                |
| 2008  | 1 315 490  | 12 466               | 23 386        | -10 920              | 9,5                  | 17,9                  | -8,4              | 1,30                |
| 2009  | 1 304 250  | 12 594               | 22 001        | -9 407               | 9,7                  | 16,9                  | -7,2              | 1,35                |
| 2010  | 1 295 218  | 12 462               | 21 820        | -9 358               | 9,7                  | 16,9                  | -7,2              | 1,36                |
| 2011  | 1 285 384  | 12 473               | 20 848        | -8 375               | 9,7                  | 16,3                  | -6,6              | 1,37                |
| 2012  | 1 277 303  | 12 798               | 20 667        | -7 869               | 10,1                 | 16,2                  | -6,1              | 1,43                |
| 2013  | 1 268 888  | 12 100               | 20 477        | -8 377               | 9,6                  | 16,2                  | -6,6              | 1,38                |
| 2014  | 1 259 957  | 12 351               | 20 800        | -8 449               | 9,8                  | 16,6                  | -6,8              | 1,44                |
| 2015  | 1 251 816  | 11 508               | 20 171        | -8 663               | 9,2                  | 16,2                  | -7,0              | 1,38                |
| 2016  | 1 242 965  | 10 582               | 20 267        | -9 685               | 8,5                  | 16,3                  | -7,8              | 1,31                |
| 2017  | 1 231 207  | 9 640                | 20 034        | -10 394              | 7,8                  | 16,3                  | -8,5              | 1,23                |
| 2018  | 1 220 363  | 8 637                | 20 181        | -11 544              | 7,1                  | 16,6                  | -9,5              | 1,13                |

### Structure par âge
0-14 ans: 14.0%  (homme 87 310/femme 81 512)
15-64 ans: 67.3%  (homme 389 740/femme 419 597)
65 ans et plus: 18.7%  (homme 75 307/femme 149 256) (2019 officiel)

### Âge médian
total : 43.2 ans 
homme : 39.6 ans 
femme : 46.4 ans  (2019 officiel)

### Nationalités
Selon le recensement national ukrainien de 2001, les Ukrainiens représentent 93,6 % de la population de l'oblast, loin devant les Russes, qui ne sont que 5,4 % et se concentrent principalement dans la ville de Tcherkassy.

### Lieux d'intérêt
Le Parc national Biloozerskyï, les gorge de Bouky, le réservoir de Kaniv, le
parc national de Kholodny Yar, le parc national Biloozerskyï, la réserve nationale de Chevtchenko.

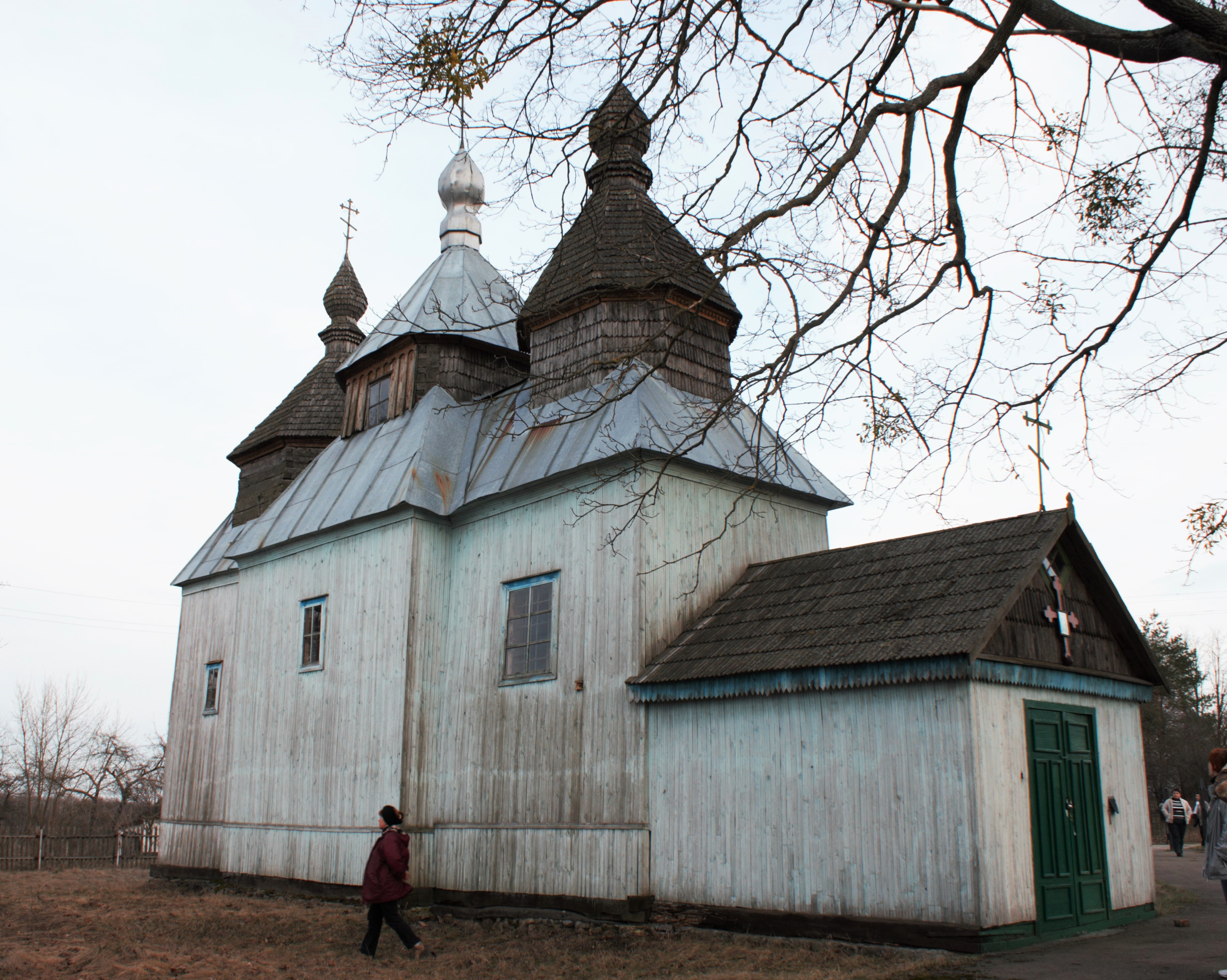
Eglise de la Trinité de Pouhatchitsti, classée[5],
le site archéologique de Maidanetske, classé[6],
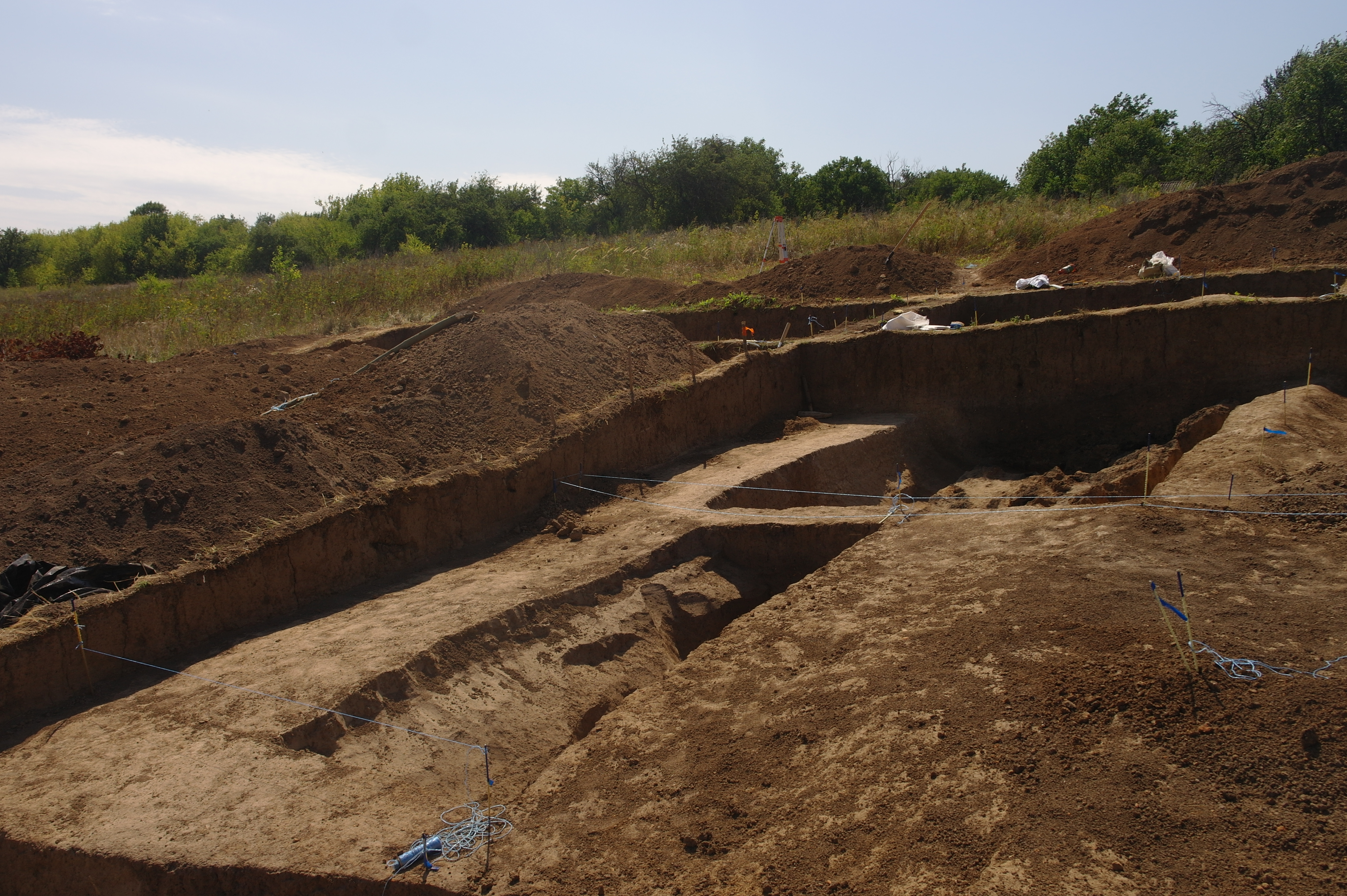
et celui de Pastyrske classé[7],
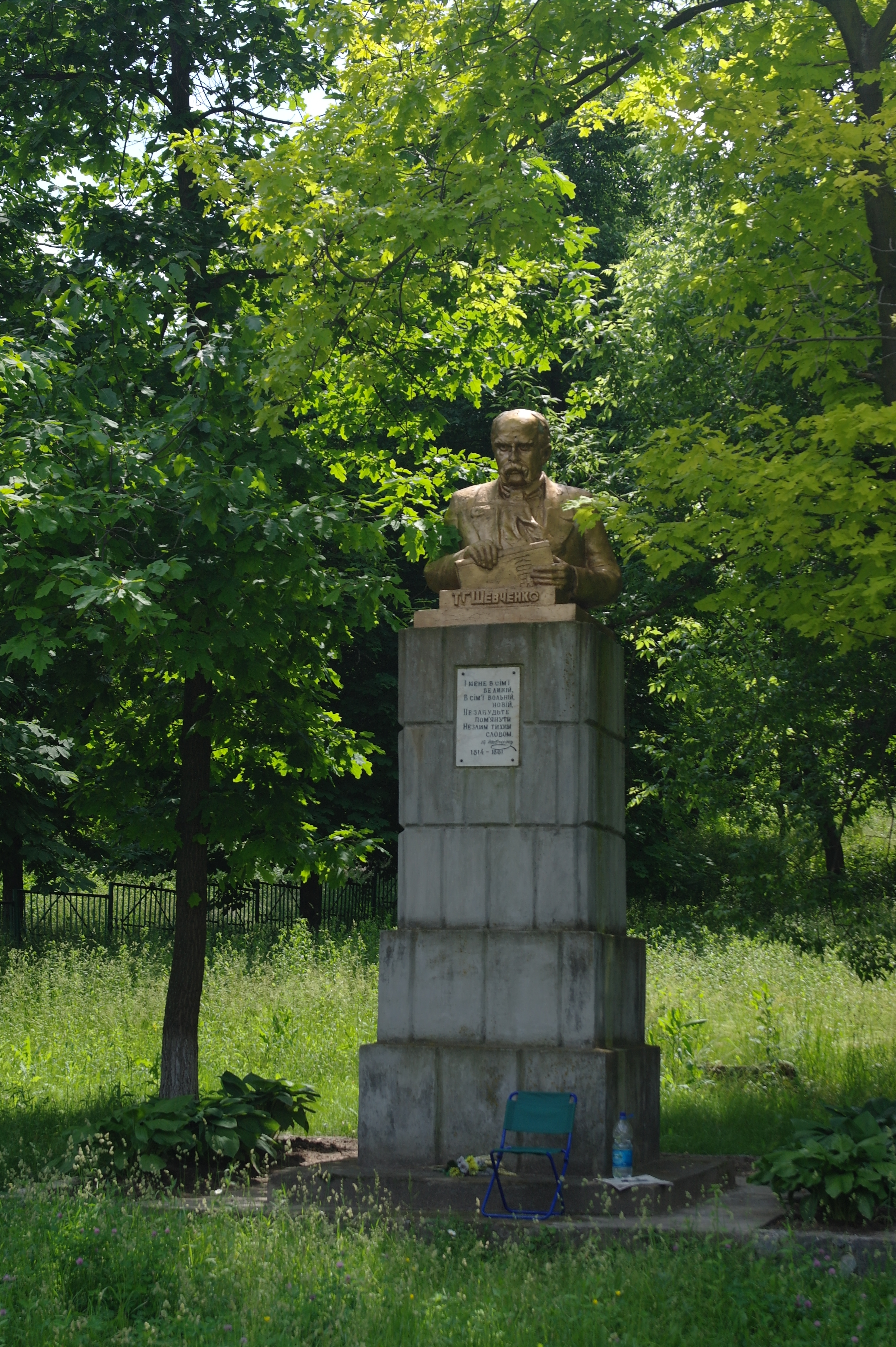
buste de Taras Chevtchenko à Balakleïa classé[8].

### Villes
En 2001, la population urbaine ne représentait que 53,7 % de la population totale, contre 46,3 % pour la population rurale.
| Nom français            | Nom ukrainien          | Nom russe             | Population 1er janvier 2013 |
| ----------------------- | ---------------------- | --------------------- | --------------------------- |
| Tcherkassy              | Черкаси                | Черкассы              | 285 605                     |
| Ouman                   | Умань                  | Умань                 | 87 111                      |
| Smila                   | Сміла                  | Смела                 | 68 636                      |
| Zolotonocha             | Золотоноша             | Золотоноша            | 28 371                      |
| Kaniv                   | Канів                  | Канев                 | 25 558                      |
| Korsoun-Chevtchenkivsky | Корсунь-Шевченківський | Корсунь-Шевченковский | 18 655                      |
| Zvenyhorodka            | Звенигородка           | Звенигородка          | 17 958                      |
| Chpola                  | Шпола                  | Шпола                 | 17 806                      |
| Vatoutine               | Ватутіне               | Ватутино              | 17 563                      |
| Horodychtche            | Городище               | Городище              | 14 291                      |
| Jachkiv                 | Жашків                 | Жашков                | 14 234                      |
| Talne                   | Тальне                 | Тальное               | 14 216                      |
| Kamianka                | Камьянка               | Каменка               | 12 652                      |
| Khrystynivka            | Христинівка            | Христиновка           | 10 860                      |
| Tchyhyryne              | Чигирин                | Чигирин               | 9 371                       |
| Monastyrychtche         | Монастирище            | Монастырище           | 9 040                       |
| Mankivka                | Маньківка              | Маньковка             | 8 332                       |
| Lyssianka               | Лисянка                | Лысянка               | 8 147                       |
| Tchornobaï              | Чорнобай               | Чернобай              | 8 042                       |

## Culture
Il compte en ensemble de musées : 
- Musée régional des arts de Tcherkassy.
- Musée Taras-Chevtchenko.
- Musée d’histoire locale d’Ouman.
- Musée régional d'histoire de Tcherkassy.